# Planodema parascorta
Planodema parascorta là một loài bọ cánh cứng trong họ Cerambycidae.